# Dictyopharoides suturata
Dictyopharoides suturata är en insektsart som beskrevs av Melichar 1912. Dictyopharoides suturata ingår i släktet Dictyopharoides och familjen Dictyopharidae. Inga underarter finns listade i Catalogue of Life.